# Saison 2002-2003 de l'ECHL
Saison précédente Saison suivante
La saison 2002-2003 est la quinzième saison de la Ligue de hockey de la Côte-Est au terme de laquelle les Boardwalk Bullies d'Atlantic City remportent la Coupe Kelly en battant en finale l'Inferno de Columbia.

## Saison régulière
Avant le début de la saison régulière, le Brass de la Nouvelle-Orléans et les Mysticks de Mobile cessent leurs activités. De son côté, le Whoopee de Macon déménage et est renommé Men O' War de Lexington.

### Classement

#### Association Nord
| Clt   | Équipe                            | PJ | V  | D  | DF | BP  | BC  | Pts |
| ----- | --------------------------------- | -- | -- | -- | -- | --- | --- | --- |
| +001, | Boardwalk Bullies d'Atlantic City | 72 | 41 | 19 | 12 | 268 | 224 | 94  |
| +002, | Generals de Greensboro            | 72 | 42 | 21 | 9  | 235 | 211 | 93  |
| +003, | Express de Roanoke                | 72 | 42 | 24 | 6  | 265 | 239 | 90  |
| +004, | Titans de Trenton                 | 72 | 38 | 24 | 10 | 229 | 207 | 86  |
| +005, | Checkers de Charlotte             | 72 | 41 | 28 | 3  | 262 | 234 | 85  |
| +006, | Renegades de Richmond             | 72 | 35 | 31 | 6  | 240 | 239 | 76  |
| +007, | Royals de Reading                 | 72 | 32 | 35 | 5  | 261 | 303 | 69  |

| Clt   | Équipe                  | PJ | V  | D  | DF | BP  | BC  | Pts |
| ----- | ----------------------- | -- | -- | -- | -- | --- | --- | --- |
| +001, | Storm de Toledo         | 72 | 47 | 15 | 10 | 247 | 196 | 104 |
| +002, | Riverain de Peoria      | 72 | 48 | 17 | 7  | 241 | 181 | 103 |
| +003, | Cyclones de Cincinnati  | 72 | 36 | 29 | 7  | 257 | 236 | 79  |
| +004, | Men O' War de Lexington | 72 | 34 | 31 | 7  | 188 | 212 | 75  |
| +005, | Chiefs de Johnstown     | 72 | 28 | 33 | 11 | 214 | 243 | 67  |
| +006, | Nailers de Wheeling     | 72 | 28 | 41 | 3  | 193 | 261 | 59  |
| +007, | Bombers de Dayton       | 72 | 24 | 38 | 10 | 191 | 247 | 58  |

#### Association Sud
| Clt   | Équipe                          | PJ | V  | D  | DF | BP  | BC  | Pts |
| ----- | ------------------------------- | -- | -- | -- | -- | --- | --- | --- |
| +001, | Inferno de Columbia             | 72 | 47 | 23 | 2  | 265 | 202 | 96  |
| +002, | Stingrays de la Caroline du Sud | 72 | 42 | 22 | 8  | 248 | 225 | 92  |
| +003, | Pride de Pee Dee                | 72 | 40 | 26 | 6  | 244 | 213 | 86  |
| +004, | Everblades de la Floride        | 72 | 35 | 23 | 14 | 239 | 243 | 84  |
| +005, | Grrrowl de Greenville           | 72 | 28 | 36 | 8  | 217 | 262 | 64  |
| +006, | Lynx d'Augusta                  | 72 | 27 | 39 | 6  | 203 | 256 | 60  |
| +007, | Cottonmouths de Columbus        | 72 | 25 | 39 | 8  | 197 | 270 | 58  |

| Clt   | Équipe                    | PJ | V  | D  | DF | BP  | BC  | Pts |
| ----- | ------------------------- | -- | -- | -- | -- | --- | --- | --- |
| +001, | Sea Wolves du Mississippi | 72 | 44 | 24 | 4  | 250 | 211 | 92  |
| +002, | IceGators de la Louisiane | 72 | 40 | 20 | 12 | 249 | 210 | 92  |
| +003, | RiverBlades de l'Arkansas | 72 | 37 | 24 | 11 | 238 | 236 | 85  |
| +004, | Bandits de Jackson        | 72 | 38 | 26 | 8  | 210 | 195 | 84  |
| +005, | Ice Pilots de Pensacola   | 72 | 33 | 30 | 9  | 228 | 241 | 75  |
| +006, | Kingfish de Bâton-Rouge   | 72 | 20 | 43 | 9  | 184 | 266 | 49  |

- En gras et en italique : champion de la saison régulière
- En gras : qualifié pour les huitièmes de finale des séries
- En italique : qualifié pour le premier tour des séries

## Séries éliminatoires

### Premier tour
Un premier tour est joué pour les équipes de l'association Sud.
- Le Grrrowl de Greenville gagne son match contre les Everblades de la Floride.
- Les Ice Pilots de Pensacola gagnent leur match contre les Bandits de Jackson.

### Séries finales
|  | Huitièmes de finale               | Huitièmes de finale               | Huitièmes de finale       | Huitièmes de finale       |                                   |                                   | Quarts de finale | Quarts de finale | Quarts de finale | Quarts de finale |  |  | Demi-finales | Demi-finales | Demi-finales | Demi-finales |  |  | Finale de la Coupe Kelly | Finale de la Coupe Kelly | Finale de la Coupe Kelly | Finale de la Coupe Kelly |
|  |                                   |                                   |                           |                           |                                   |                                   |                  |                  |                  |                  |  |  |              |              |              |              |  |  |                          |                          |                          |                          |
|  |                                   |                                   |                           |                           |                                   |                                   |                  |                  |                  |                  |  |  |              |              |              |              |  |  |                          |                          |                          |                          |
|  | Boardwalk Bullies d'Atlantic City | Boardwalk Bullies d'Atlantic City | 3                         | 3                         |                                   |                                   |                  |                  |                  |                  |  |  |              |              |              |              |  |  |                          |                          |                          |                          |
|  | Boardwalk Bullies d'Atlantic City | Boardwalk Bullies d'Atlantic City | 3                         | 3                         |                                   |                                   |                  |                  |                  |                  |  |  |              |              |              |              |  |  |                          |                          |                          |                          |
|  | Titans de Trenton                 | Titans de Trenton                 | 0                         | 0                         |                                   |                                   |                  |                  |                  |                  |  |  |              |              |              |              |  |  |                          |                          |                          |                          |
|  | Titans de Trenton                 | Titans de Trenton                 | 0                         | 0                         | Boardwalk Bullies d'Atlantic City | Boardwalk Bullies d'Atlantic City | 3                | 3                |                  |                  |  |  |              |              |              |              |  |  |                          |                          |                          |                          |
|  |                                   |                                   |                           |                           | Boardwalk Bullies d'Atlantic City | Boardwalk Bullies d'Atlantic City | 3                | 3                |                  |                  |  |  |              |              |              |              |  |  |                          |                          |                          |                          |
|  |                                   |                                   | Generals de Greensboro    | Generals de Greensboro    | 0                                 | 0                                 |                  |                  |                  |                  |  |  |              |              |              |              |  |  |                          |                          |                          |                          |
|  | Generals de Greensboro            | Generals de Greensboro            | Generals de Greensboro    | Generals de Greensboro    | 0                                 | 0                                 | 3                | 3                |                  |                  |  |  |              |              |              |              |  |  |                          |                          |                          |                          |
|  | Generals de Greensboro            | Generals de Greensboro            |                           |                           |                                   |                                   |                  | 3                |                  |                  |  |  |              |              |              |              |  |  |                          |                          |                          |                          |
|  | Express de Roanoke                | Express de Roanoke                | 1                         | 1                         |                                   |                                   |                  |                  |                  |                  |  |  |              |              |              |              |  |  |                          |                          |                          |                          |
|  | Express de Roanoke                | Express de Roanoke                | 1                         | 1                         | Boardwalk Bullies d'Atlantic City | Boardwalk Bullies d'Atlantic City | 4                | 4                |                  |                  |  |  |              |              |              |              |  |  |                          |                          |                          |                          |
|  |                                   |                                   |                           |                           | Boardwalk Bullies d'Atlantic City | Boardwalk Bullies d'Atlantic City | 4                | 4                |                  |                  |  |  |              |              |              |              |  |  |                          |                          |                          |                          |
|  |                                   |                                   | Cyclones de Cincinnati    | Cyclones de Cincinnati    | 3                                 | 3                                 |                  |                  |                  |                  |  |  |              |              |              |              |  |  |                          |                          |                          |                          |
|  | Rivermen de Peoria                | Rivermen de Peoria                | Cyclones de Cincinnati    | Cyclones de Cincinnati    | 3                                 | 3                                 | 1                | 1                |                  |                  |  |  |              |              |              |              |  |  |                          |                          |                          |                          |
|  | Rivermen de Peoria                | Rivermen de Peoria                |                           |                           |                                   |                                   |                  | 1                |                  |                  |  |  |              |              |              |              |  |  |                          |                          |                          |                          |
|  | Cyclones de Cincinnati            | Cyclones de Cincinnati            | 3                         | 3                         |                                   |                                   |                  |                  |                  |                  |  |  |              |              |              |              |  |  |                          |                          |                          |                          |
|  | Cyclones de Cincinnati            | Cyclones de Cincinnati            | 3                         | 3                         | Cyclones de Cincinnati            | Cyclones de Cincinnati            | 3                | 3                |                  |                  |  |  |              |              |              |              |  |  |                          |                          |                          |                          |
|  |                                   |                                   |                           |                           | Cyclones de Cincinnati            | Cyclones de Cincinnati            | 3                | 3                |                  |                  |  |  |              |              |              |              |  |  |                          |                          |                          |                          |
|  |                                   |                                   | Storm de Toledo           | Storm de Toledo           | 1                                 | 1                                 |                  |                  |                  |                  |  |  |              |              |              |              |  |  |                          |                          |                          |                          |
|  | Storm de Toledo                   | Storm de Toledo                   | Storm de Toledo           | Storm de Toledo           | 1                                 | 1                                 | 3                | 3                |                  |                  |  |  |              |              |              |              |  |  |                          |                          |                          |                          |
|  | Storm de Toledo                   | Storm de Toledo                   |                           |                           |                                   |                                   |                  | 3                |                  |                  |  |  |              |              |              |              |  |  |                          |                          |                          |                          |
|  | Men O' War de Lexington           | Men O' War de Lexington           | 0                         | 0                         |                                   |                                   |                  |                  |                  |                  |  |  |              |              |              |              |  |  |                          |                          |                          |                          |
|  | Men O' War de Lexington           | Men O' War de Lexington           | 0                         | 0                         | Boardwalk Bullies d'Atlantic City | Boardwalk Bullies d'Atlantic City | 4                | 4                |                  |                  |  |  |              |              |              |              |  |  |                          |                          |                          |                          |
|  |                                   |                                   |                           |                           | Boardwalk Bullies d'Atlantic City | Boardwalk Bullies d'Atlantic City | 4                | 4                |                  |                  |  |  |              |              |              |              |  |  |                          |                          |                          |                          |
|  |                                   |                                   | Inferno de Columbia       | Inferno de Columbia       | 1                                 | 1                                 |                  |                  |                  |                  |  |  |              |              |              |              |  |  |                          |                          |                          |                          |
|  | Inferno de Columbia               | Inferno de Columbia               | Inferno de Columbia       | Inferno de Columbia       | 1                                 | 1                                 | 3                | 3                |                  |                  |  |  |              |              |              |              |  |  |                          |                          |                          |                          |
|  | Inferno de Columbia               | Inferno de Columbia               |                           |                           |                                   |                                   |                  | 3                |                  |                  |  |  |              |              |              |              |  |  |                          |                          |                          |                          |
|  | Grrrowl de Greenville             | Grrrowl de Greenville             | 0                         | 0                         |                                   |                                   |                  |                  |                  |                  |  |  |              |              |              |              |  |  |                          |                          |                          |                          |
|  | Grrrowl de Greenville             | Grrrowl de Greenville             | 0                         | 0                         | Inferno de Columbia               | Inferno de Columbia               | 3                | 3                |                  |                  |  |  |              |              |              |              |  |  |                          |                          |                          |                          |
|  |                                   |                                   |                           |                           | Inferno de Columbia               | Inferno de Columbia               | 3                | 3                |                  |                  |  |  |              |              |              |              |  |  |                          |                          |                          |                          |
|  |                                   |                                   | Pride de Pee Dee          | Pride de Pee Dee          | 0                                 | 0                                 |                  |                  |                  |                  |  |  |              |              |              |              |  |  |                          |                          |                          |                          |
|  | Stingrays de la Caroline du Sud   | Stingrays de la Caroline du Sud   | Pride de Pee Dee          | Pride de Pee Dee          | 0                                 | 0                                 | 1                | 1                |                  |                  |  |  |              |              |              |              |  |  |                          |                          |                          |                          |
|  | Stingrays de la Caroline du Sud   | Stingrays de la Caroline du Sud   |                           |                           |                                   |                                   |                  | 1                |                  |                  |  |  |              |              |              |              |  |  |                          |                          |                          |                          |
|  | Pride de Pee Dee                  | Pride de Pee Dee                  | 3                         | 3                         |                                   |                                   |                  |                  |                  |                  |  |  |              |              |              |              |  |  |                          |                          |                          |                          |
|  | Pride de Pee Dee                  | Pride de Pee Dee                  | 3                         | 3                         | Inferno de Columbia               | Inferno de Columbia               | 4                | 4                |                  |                  |  |  |              |              |              |              |  |  |                          |                          |                          |                          |
|  |                                   |                                   |                           |                           | Inferno de Columbia               | Inferno de Columbia               | 4                | 4                |                  |                  |  |  |              |              |              |              |  |  |                          |                          |                          |                          |
|  |                                   |                                   | Sea Wolves du Mississippi | Sea Wolves du Mississippi | 2                                 | 2                                 |                  |                  |                  |                  |  |  |              |              |              |              |  |  |                          |                          |                          |                          |
|  | IceGators de la Louisiane         | IceGators de la Louisiane         | Sea Wolves du Mississippi | Sea Wolves du Mississippi | 2                                 | 2                                 | 3                | 3                |                  |                  |  |  |              |              |              |              |  |  |                          |                          |                          |                          |
|  | IceGators de la Louisiane         | IceGators de la Louisiane         |                           |                           |                                   |                                   |                  | 3                |                  |                  |  |  |              |              |              |              |  |  |                          |                          |                          |                          |
|  | RiverBlades de l'Arkansas         | RiverBlades de l'Arkansas         | 0                         | 0                         |                                   |                                   |                  |                  |                  |                  |  |  |              |              |              |              |  |  |                          |                          |                          |                          |
|  | RiverBlades de l'Arkansas         | RiverBlades de l'Arkansas         | 0                         | 0                         | IceGators de la Louisiane         | IceGators de la Louisiane         | 0                | 0                |                  |                  |  |  |              |              |              |              |  |  |                          |                          |                          |                          |
|  |                                   |                                   |                           |                           | IceGators de la Louisiane         | IceGators de la Louisiane         | 0                | 0                |                  |                  |  |  |              |              |              |              |  |  |                          |                          |                          |                          |
|  |                                   |                                   | Sea Wolves du Mississippi | Sea Wolves du Mississippi | 3                                 | 3                                 |                  |                  |                  |                  |  |  |              |              |              |              |  |  |                          |                          |                          |                          |
|  | Sea Wolves du Mississippi         | Sea Wolves du Mississippi         | Sea Wolves du Mississippi | Sea Wolves du Mississippi | 3                                 | 3                                 | 3                | 3                |                  |                  |  |  |              |              |              |              |  |  |                          |                          |                          |                          |
|  | Sea Wolves du Mississippi         | Sea Wolves du Mississippi         |                           |                           |                                   |                                   |                  | 3                |                  |                  |  |  |              |              |              |              |  |  |                          |                          |                          |                          |
|  | Ice Pilots de Pensacola           | Ice Pilots de Pensacola           | 0                         | 0                         |                                   |                                   |                  |                  |                  |                  |  |  |              |              |              |              |  |  |                          |                          |                          |                          |
|  | Ice Pilots de Pensacola           | Ice Pilots de Pensacola           | 0                         | 0                         |                                   |                                   |                  |                  |                  |                  |  |  |              |              |              |              |  |  |                          |                          |                          |                          |
|  |                                   |                                   |                           |                           |                                   |                                   |                  |                  |                  |                  |  |  |              |              |              |              |  |  |                          |                          |                          |                          |

## Trophées
| Coupe Kelly :                           | Boardwalk Bullies d'Atlantic City                                 |
| Coupe Henry Brabham :                   | Storm de Toledo                                                   |
| Champion de la conférence Nord :        | Boardwalk Bullies d'Atlantic City                                 |
| Champion de la conférence Sud :         | Inferno de Columbia                                               |
| Trophée John Brophy :                   | Claude Noel, Storm de Toledo                                      |
| CCM Tacks Meilleur joueur de la Ligue : | Bud Smith, RiverBlades de l'Arkansas                              |
| Meilleur joueur de la Coupe Kelly :     | Kevin Colley, Boardwalk Bullies d'Atlantic City                   |
| Reebok Gardien de but de l'année :      | Alfie Michaud, Rivermen de Peoria                                 |
| CCM Tacks Recrue de l'année :           | Jason Jaffray, Express de Roanoke                                 |
| Défenseur de l'année :                  | Jim Baxter, Sea Wolves du Mississippi                             |
| Meilleur pointeur :                     | Bud Smith, RiverBlades de l'Arkansas                              |
| Reebok meilleur différentiel +/- :      | Dennis Vial, Inferno de Columbia et Mike Glumac, Pride de Pee Dee |
| Meilleur esprit sportif :               | Rejean Stringer, Inferno de Columbia                              |